# Анфинсен, Кристиан Бемер
Кристиан Бемер Анфинсен (англ. Dr. Christian Boehmer Anfinsen, Jr.; 26 марта 1916, Монессен, штат Пенсильвания, США — 14 мая 1995) — американский биохимик, член Национальной АН США, Американской академии искусств и наук (1958), иностранный член Датской королевской академии наук (1964). Лауреат Нобелевской премии по химии (1972).

## Биография
Кристан Бемер Анфинсен родился 26 марта 1916 г. в маленьком городке Монессен к югу от Питтсбурга, штат Пенсильвания. Его отец, Кристан Бемер Анфинсен, был инженер-механиком. Он и его жена, София Расмуссен Анфинсен, были норвежскими иммигрантами. Прожив несколько лет в городке Шарлеруа в Пенсильвании, в 1920-х годах семья переехала в Филадельфию. В 1933 году Анфисен был принят по стипендии в Суортмор-колледж, где он изучал химию. В выпуске «Халцион» 1937 г., ежегодном альбоме выпускников Суортмор-колледжа, Анфисена описывали следующим образом: «С раздутыми ноздрями, выражающими страсть, c копной белокурых волос на голове и томным взглядом больших голубых глаз, он ходит по территории колледжа». Вспоминая свои студенческие годы в 1964 г., Анфинсен скромно замечал, что все были гениями, кроме него. После получения степени бакалавра по химии в 1937 году, Анфинсен продолжил обучение в университете Пенсильвании, чтобы получить степень магистра по органической химии в 1939 году. В то же время он работал ассиситентом. В 1939 г. Американско-Скандинавский фонд присудил ему стипендию на разработку новых методов анализа химических структур ферментов в лаборатории Карлсберга в Копенгагене. Опасная обстановка, которая сложилась в Европе из-за начала Второй Мировой Войны, заставила его в вернуться  в Соединенные штаты в 1940 году.
С 1950 года — заведующий лабораторией клеточной физиологии и метаболизма в Национальном кардиологическом институте, Национальные институты здравоохранения США, (Бетесда, штат Мэриленд). В 1954 году Фонд Рокфеллера финансировал новый визит Анфинсена в Копенгаген, где он работал в Карлсбергской лаборатории в течение года. С 1958 года член Американской академии искусств и наук. В 1958—1959 годах Анфинсен поехал работать в Институте Вейцмана, Реховот, Израиль.
В 1962 году, находясь в Гарвардском университете с рабочим визитом, получил предложение возглавить департамент химии и в 1963 году был назначен руководителем лаборатории биохимии Национального института по исследованию артрита и метаболизма, где и работал до 1981 года. В 1979 году принял иудаизм и бросил курить. В 1982—1995 годах — профессор биохимии в Университете Джонса Хопкинса.
Почётный доктор Брандейского университета (1977).
14 мая 1995 года у Анфинсена случился сердечный приступ, он умер в Норд-вестовской больнице в Рэнделлтун, за год до своего 80-летия.

## Этапы научной деятельности

### Изучение малярии (1943-1950 г.)
После того, как Анфисен защитил кандидатскую в Гарвардской Медицинской школе в 1943 году, университет нанял его читать курс по биохимии. В 1944 году Отдел научных исследований и развития (ОНИР), бюро, организованное в военной период во время правления администрации Франклина Д. Рузвельта Ванневаром Бушем, спонсировало исследовательский проект по изучению малярии в Гарварде. В ОНИР хотели понять биологический состав малярийных микробов Plasmodium knowlesi, которые переносились москитами. Это могло помочь защитить американские войска, базировавшиеся в Юго-восточной Азии, северной Африке. ОНИР нанял Анфинсена, и он провел три последующих года, исследуя метаболизм крови в здоровых обезьянах и обезьянах, зараженных малярией.

### Белковый фолдинг и термодинамическая гипотеза (1950-1962 г.)
После начала работы в Национальном институте здоровья Анфинсен хотел расширить своё изучение аминокислот и структуры белков. Он задался вопросом о том, почему белок сворачивается в разнообразные трехмерные формы.  Для своих исследований в качестве модели он выбрал  бычью поджелудочную рибонуклеазу, которая является энзимом, способствующим  взаимодействию ДНК и РНК в клетках поджелудочной железы коров.  Отчасти, выбор такого энзима был практическим. Компания в Чикаго по упаковке мяса «Армор»  могла предоставить Анфинсену лабораторию с готовым  источником сырого материала. Анфинсен и аспиранты Майкл Села и Фред Уайт наблюдали во время экспериментов в лаборатории, что аминокислотные цепочки в активном энзиме рибонуклеазы сворачиваются спонтанно в форму, позже названную Анфинсеном «нативной конформацией» энзима. В важной статье в «Журнале биологической химии» в 1954 году Анфинсен показал, что последовательность аминокислот в пептидной цепочке определяет характер образования. Таинственный  сложный процесс образования белков может быть полностью объяснен физическими и химическими взаимодействиями между боковыми группами аминокислот.
В 1954 году Рокфеллеровский Фонд наградил Анфинсена постдоковской стипендией в лаборатории Карлсберга в Копенгагене, где он работал 15 лет назад в 1939-1940 годах. Работая с датским биохимиком Каем Линдштромом-Лангом, Анфинсен провел подробный физический анализ структуры рибонуклеазы и опубликовал предварительное изучение своих открытий в Biochimica et Biophysica Acta в 1955 году.  В большой степени, на его работу повлияли лабораторные успехи британского биохимика Фредерика Сенгера, который получил Нобелевскую премию по химии в 1958 году за его работу по изучению белковой структуры гормона инсулина. Однако Анфинсен признавал позже, что его работа в этот период не была лишена ошибок. Размышляя об этой статье в 1989 году, он сказал: «Прекрасный пример того, как заключение, которое является абсолютно приемлемым, может оказаться полностью неверным из-за нехватки знаний в тот самый момент. Я провел последующие 15 лет, отвергая достигнутые выводы».
К 1962 году Анфинсен развил идею, которую он назвал «термодинамической гипотезой» сворачивания белка, которая была призвана объяснить нативную конформацию аминокислотных структур. Он предположил, что исходные или природные конформации получаются потому, что эта форма является термодинамически наиболее стабильной во внутриклеточной среде. То есть, молекула белка принимает эту форму в результате ограничения пептидных связей и изменений формы другими химическими и физическими свойствами аминокислот. Чтобы проверить эту гипотезу, Анфинсена денатурировал фермент рибонуклеазы в экстремальных химических условиях и отметил, что аминокислотная структура фермента спонтанно сворачивается обратно в свою исходную форму, когда он поместил энзим в первоначальные условия. Как он заявил, десять лет спустя, в своей нобелевской речи в 1972 году: «Нативная конформация определяется по совокупности межатомных взаимодействий и, следовательно, по аминокислотной последовательности, в данной среде».

### Молекулярная инженерия (1959-1972 г.)
Успех Анфинсена в эксперименте со сворачиванием белка вдохновил его на публикацию «Молекулярных основ эволюции» в 1959 году. Это амбициозная книга попыталась показать научное и дисциплинарное сходство между молекулярной генетикой и химией белков. Анфинсен верил, что мистика, окружавшая дезоксирибонуклеиновую кислоту (ДНК), структура которой была описана Фрэнсисом Криком и Джеймсом Д. Уотсоном,  затмевала область химии белков. Он был встревожен тем, что его работа в конце 1950-х годов с рибонуклеазой бычьей поджелудочной железы не была столь привлекательна, как работа молекулярных биологов и генетиков по поиску способов «взломать код» ДНК.
Еще больше оснований полагать, что химия белков не получила  того научного внимания, которого она заслуживает, у Анфинсена появилось после того, как во всемирном заявлении 1961 года было объявлено, что двое стипендиатов Национального института здоровья, Маршалл Ниренберг и Дж. Генрих Маттеи расшифровали первое слово генетического кода. Тем не менее, Майкл Янг, один из многих постдоков Анфинсена, считал, что «несколько человек имели стимул работать в лаборатории Анфинсена в значительной степени потому, что они прочли эту небольшую, но научно богатую публикацию». Анфинсен вернулся к этой теме через 25 лет, когда в 1984 г. опубликовал статью «Классическая химия белка в мире Слайсинга и Сплайсинга». Начиная с 1963 года, Анфинсен ушел от исследования от рибонуклеазы бычьей поджелудочной железы и начал исследовать бактерии золотистого стафилококка. К 1966 году Анфинсен и его коллеги выделили рибонуклеазу золотистого стафилококка с помощью аффинной хроматографии, инновационной лабораторной технологии, впервые разработанной в 1951 году Дэном Хэмпстоном Кэмпбеллом, профессором иммунологии в Калифорнийском технологическом институте. Аффинная хроматографии дала возможность Анфинсену поместить бактерии в химический раствор, который селективно захватывал молекулярные частицы и распространял их по всей среде, поэтому их легко было анализировать по аналогии с цветами спектра. Благодаря этому процессу, Анфинсен смог проанализировать фрагменты трехмерной аминокислотной цепи. Во всех его экспериментах фрагментированные части цепи сворачивались в нативную конформацию. В 1966 и 1967 годах Анфинсен пошел дальше в изучении рибонуклеазы стафилококка. Используя эту технику, он мог показать полную последовательность из 149 единиц аминокислотной цепи в ферменте. Это означало, что Анфинсен и коллеги в лаборатории могут определить точное положение отдельных аминокислот и пептидных связей, через которые они связаны.
Значимость этой работы должна была показать, что объяснение химии белков имеет важнейшее значение для понимания функции РНК в наследственности. В 1968 году Анфинсен предложил исследовать то, как структура белка создавала биологическую активность, искусственно изменяя ферменты, а затем посмотреть, как их функция была нарушена. Описывая эту работу в интервью израильскому “Jerusalem Post” в январе 1970 года, Анфинсен заявил: «Мы вовлечены в то, что вы можете назвать молекулярной инженерией. Мы смотрим на структуру фермента, и, например, если мы видим фрагмент в цепи, который, кажется, не делает ничего, мы посмотрим, что произойдет, если мы отрубим его. Некоторые люди думают, что самые важные открытия в области молекулярной биологии уже сделаны, что на двойной спирали все завершилось , но я думаю, что фоллдинг белка только открыл огромное поле для нас ".

### Изучение интерферона и термофильных бактерий (1973-1995 г.)
Вскоре после получения в 1972 году Нобелевской премии по химии за работу по установлению связи между аминокислотной последовательностью рибонуклеазы А и её биологически активной конформацией, Анфинсен обратил своё внимание на интерферон. Интерферон представляет собой белок, порожденной человеческими клетками, которые были трансформированы в результате воздействия вируса, паразита, или действия химических веществ. Белок стимулирует мощную атаку иммунной системы организма на вирусы и другие болезнетворные  объекты. Исследователи в области медицины полагали, что понимание силы интерферона могло быть потенциальным ключом для борьбы с болезнью. Так же, как сложность золотистого стафилококка захватила интерес Анфинсена в 1960-х годах, химический состав интерферона удивил Анфинсена, потому что химики так мало знали об этом.
В 1974 году Анфинсен и команда молодых исследователей использовали аффинную хроматографию для выделения и очистки интерферона. Процесс очистки позволил им производить большое количество белков, которые ранее были доступны только в мизерных количествах. К 1979 году Анфинсен руководил новой командой исследователей, определявших полную последовательность аминокислотного состава интерферона. Он опубликовал результаты этих исследований в 1980 году в важной статье в «Хрониках Нью-Йоркской Академии Наук». Потенциал биомедицинских выводов в этой работе был огромен. Фармацевтические компании могли легко производить интерферон  и разрабатывать препараты, которые основывались бы на антивирусном свойстве белка. Ученые и врачи в начале 1980-х надеялись, что они могли бы использовать белок для лечения некоторых форм рака. В то время как интерферон не оправдал все эти надежды как «чудодейственное лекарство», лекарства на основе интерферона, произведенные по технологии рекомбинантной ДНК, используются для лечения опухолей и инфекций, а также рассеянного склероза, гепатита C, лейкемии и саркомы Капоши.
Проведя год в качестве приглашенного научного сотрудника в Институте Вейцмана в Израиле, Анфинсен вернулся в Соединенные Штаты в 1982 году, чтобы стать профессором биологии в университете Джонса Хопкинса. После 1983 года его программа исследований была сосредоточена на Pyrococcus furiosus, или то, что он называл «гипертермофильными бактериями». Это микроорганизмы, которые размножаются при очень высоких температурах. Редкое явление, так как большинство ферментов теряют свои каталитические свойства в узком интервале температур около 25 º до 30 º С. «Эти сумасшедшие животные, - как Анфинсен описывал бактерии  коллеге в марте 1983 года, - кажется, наслаждаются жизнью при 350 º С и 300 атмосфер, и они должны иметь набор удивительных белков и нуклеиновых кислот в них». Как и при изучении золотистого стафилококка в 1960-х годах или интерферона в 1970-х годах, биохимический состав и структура этих необычных бактерий пленили Анфинсена. И в определенной степени, исследуя химический состав этих замечательных микроорганизмов, он возвращался к изучению биохимии малярийного паразита Plasmodium knowlesi, которым занимался в начале 1940 года. Ему казалось, что биохимики могут использовать эти термофильные бактерии для практического применения, так же как ему казалось, что интерферон может быть потенциальным прорывом для больных раком. На момент своей смерти в мае 1995 года, он работал над проектом под эгидой Национального научного Фонда для создания ферментов из термофильных бактерий, которые были достаточно мощными для детоксикации загрязняющих веществ и радиоактивных отходов в Мировом океане.

## Гуманитарная и политическая активность
Анфинсен был глубоко вовлечен в различные политические дела, на которые его побуждали научные обязательства и социальная ответственность. Даже в 1950-х годах Анфинсен видел прямую связь между аполитичным миром в лаборатории и общественной сферой. Некоторые ученые, в частности, те, кто работал в государственных учреждениях, как Национальный институт здоровья, считали себя «общественными деятелями», которые несут прямую ответственность за социальные последствия своей работы, особенно в эпоху движения за гражданские права и против войны во Вьетнаме. Анфинсен был вовлечен, например, в организационную работу по договору от 1963 г.  о запрещении ядерных испытаний.
Социальный климат в конце 1960-х и начале 1970-х годов призвал ученых, таких как Анфинсен лоббировать политические реформы, хотя в 1972 году он сказал, что не поддерживает «насильственную демонстрацию в духе Беркли». В мае 1969 года, например, Анфинсен и Маршалл Ниренберг, Нобелевский лауреат 1968 года и сотрудник Национального института здоровья, протестовали против того, что бразильское правительство отстранило от работы своих известных ученых Исайяс Роу, Альберто Карвальо да Силва,  Гелио Лоуренцо де Оливейра. В январе 1973 года, всего через месяц после того, как он был удостоен Нобелевской премии, Анфинсен и другие ученые - в том числе лауреат Нобелевской премии 1970 Джулиус Аксельрод - умоляли Ричарда Никсона поддержать научный обмен между США и СССР. В июне 1973 года Анфинсен образовал альянс ученых Национального института здоровья, включавшего, в том числе, Аксельрода и Ниренберга, которые распространили петицию в знак протеста против Никсона, подчинившего себе онкологический центр.
Десять лет спустя, в июне 1983 года, Анфинсен, Аксельрод, Ниренберг и  лауреат Нобелевской премии 1976 года Д. Карлтон Гайдушек публично критиковали администрацию Рейгана за резкое сокращение бюджета для биомедицинских исследовательских программ в Национальном институте здоровья.
В 1981 году Анфинсен стал председателем  Комитета по правам человека Национальной Академии наук. Эту должность он занимал до 1989 года. Работа Анфинсена была не просто административная. Как Джулиус Аксельрод, он провел много часов своего личного времени, составляя письма лидерам Бразилии, Мексики, Турции и СССР. Правительства этих стран репрессировали или заключали в тюрьму научных исследователей, считавшихся политически и интеллектуально опасными. В 1981 году Анфинсен и другие члены комитета поехали в Аргентину со спасательной миссией освободить двенадцать ученых, которые столкнулись с внутренним принуждением со стороны военного правительства страны и противоречивого президента, Хорхе Рафаэль Видела. «В тот момент моей жизни я не курил уже в течение десяти лет"  - писал Анфинсен о спасательной миссии несколько лет спустя. – Но две недели в Буэнос-Айресе вернули меня обратно к табаку в качестве антидота к выматывающим нервы интервью с родственниками и государственными должностными лицами, которые происходили в любое время дня и ночи».
В начале 1980-х годов, Анфинсен был критиком потенциальных злоупотреблений в  биотехнологиях и генной инженерии. В 1983 году, например, он заметил, что «удивительно мало усилий и денег тратится на использовании новых биотехнологий в области производства продуктов питания и контроля численности населения. Мы склонны забывать, что количество больных в мире действительно довольно мало по сравнению с числом относительно здоровых людей, которые ложатся спать голодными каждую ночь». В 1988 году Анфинсен был среди основной группы ученых, которые критиковали вновь предложенный проект генома человека, распространенный через петиции и международные семинары. «Хорошо известно, – утверждал Анфинсена в 1990 году, – что около 95% генетического материала в геноме человека является в основном «наполнителем», и полное секвенирование генома потребует много времени и усилий».
Тем не менее, Анфинсен не был настроен абсолютно пессимистично. Так как его исследования интерферона и термофильных бактерий были успешны, он считал, что человечество может получить большую пользу от биотехнологий. В октябре 1983 года он был приглашен выступить на 19-й ежегодной Нобелевской конференции, которая состоялась в колледже Густава Адольфа в соборе Святого Петра, штат Миннесота. В своем выступлении на конференции, он заявил: «Я искренне верю, что мы сможем следить за применением биотехнологий к человеку до тех пор, пока человеческая жажда власти и материальной выгоды не станет превосходящей.» Сочетая биомедицинские исследования с политическими обязательствами, связанными с правами человека и социальной справедливостью, Анфинсена олицетворял в себе народного ученого в век бурного научного прогресса и социальных преобразований.
Поставил свою подпись под «Предупреждением учёных человечеству» (1992).

## Личные качества и увлечения
Чтобы отвлечься от профессиональных и научных дел, Анфинсен играл на виолончели и фортепиано. Он также был заядлым мореплавателем, и регулярно плавал на своей лодке вокруг залива Чесапик и вдоль восточного побережья от Бостона до Майами.

## Семья
На своей первой жене, Флоренс Кененгер, Анфинсен женился в 1941 году. У них родилось трое детей: Крис Третий, Марго и Кэрол. В 1979 году Анфинсен женился на своей второй жене Либби Шульман Эли.

## Основные публикации
Анфинсен опубликовал более 200 оригинальных статей, по большей части об отношениях между структурой и функцией белков.
Статья об исследовании физической структуры рибонуклеазы в "Biochimica et Biophysica Acta" в 1955 году
"Aconitase from pig heart muscle, in Methods in
Enzymology", edited by Colowick and Kaplan, Academic Press, Inc 1955
Статья о результатах исследований интерферона в 1980 году в «Хрониках Нью-Йоркской Академии Наук».
Книга «Молекулярные основы эволюции» в 1959 году.
Статья "On the non-essential nature of hydrogen bonding for the caralytic activity of ribonuclease" Copenhagen. 1956
"The proteins". 2nd. ed. New York-London. 1963.  Vol. 1
"Protein engineering" . Orlando. 1986
"Molecular Organization and Biological Function (Modern Perspectives in Biology)". New York. Harper & Row, 1966
"Classical protein chemistry in a world of slicing and splicing, in Protein maineerinp", I. Masayori, R. Sarma (Eds.), Orlando, Academic Press, 1986.

## Занимаемые должности
- 1943—1950 — Ассистент профессора в департаменте биологической химии в Гарвардской медицинской школе
- 1944—1946 — Должность в Гарвардском офисе научных исследования и развития
- 1947—1948 — Старший сотрудник, спонсированный американским онкологическим сообществом в Медицинском Нобелевском Институте в Стокгольме
- 1950—1952 — Заведующий лабораторией клеточной физиологии в Национальном Кардиологическом Институте
- 1952—1962 — Заведующий лабораторией клеточной физиологии и метаболизма в Национальном Кардиологическом Институте
- 1962—1963 — Приглашенный профессор в Гарвардской Медицинской школе на факультете биологической химии
- 1963—1981 — Заведующий лабораторией химической биологии в Национальном Институте Артрита и метаболических болезней
- 1981—1982 — Приглашенный профессор биохимии в Институте Наук Вейцмана
- 1982—1995 — Профессор департамента биологии в университете Джонса Хопкинса

## Нобелевская премия
Нобелевская премия по химии (1972, совместно с С. Муром и У. Стайном), за работу по установлению связи между аминокислотной последовательностью рибонуклеазы А и её биологически активной конформацией.